# Calle del Almirante
La calle del Almirante es una vía pública de Madrid ubicada en el barrio de Justicia. Comienza en la calle del Barquillo y acaba en el paseo de Recoletos. Toma su nombre del que fuera décimo almirante de Castilla, Juan Gaspar Enríquez de Cabrera.

## Historia

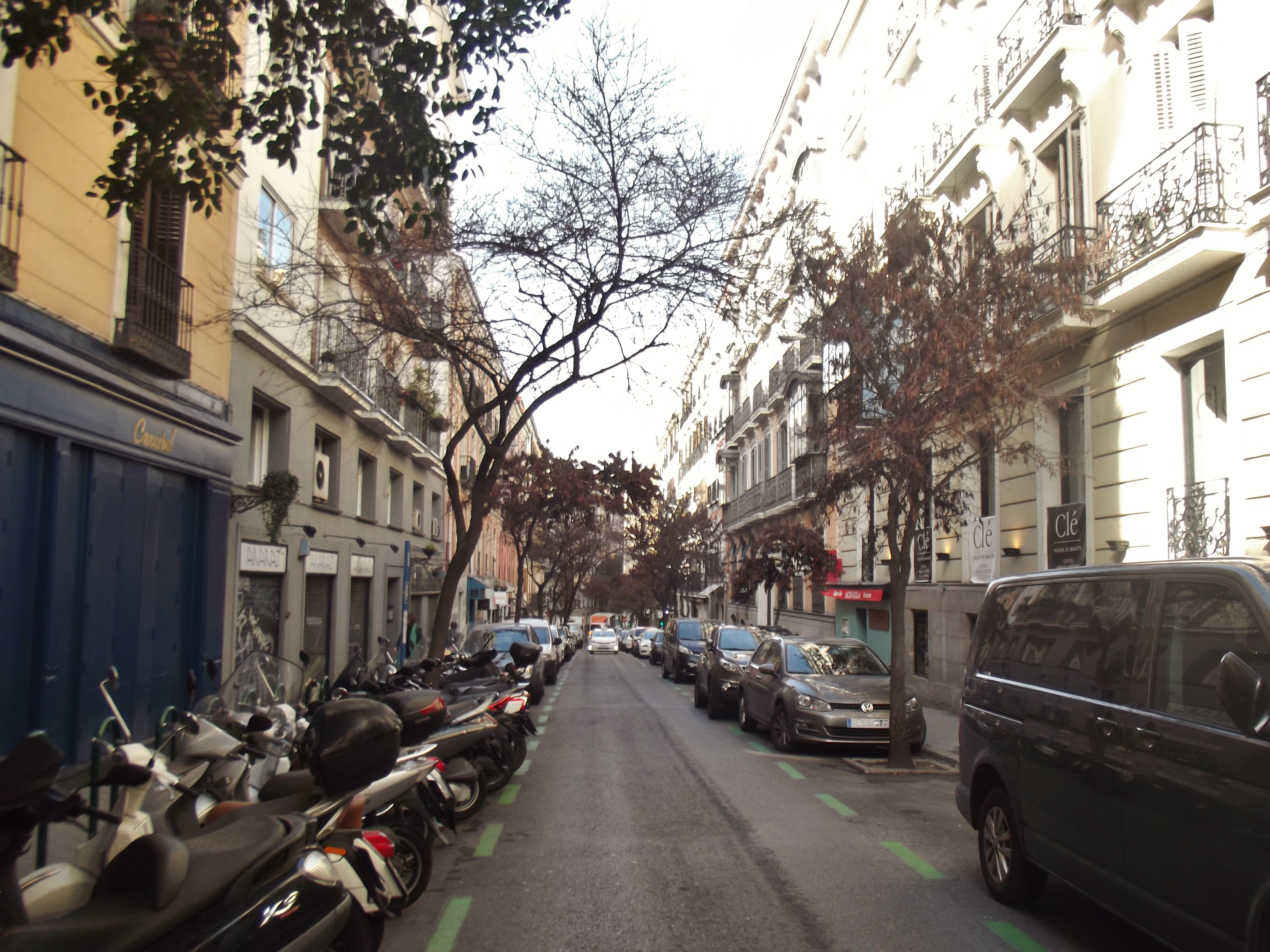
La calle del Almirante (en marzo de 2017)

En el plano de Texeira (1656) esta dibujada como un callejón sin salida, que en el de Espinosa (1769) ya se abre paso concluyendo su trazado en el paseo de Recoletos. Los cronistas Peñasco y Cambronero, escriben que se conoció también con el nombre de Rincón de San Cristóbal, y calle del Renchón la parte con tocaba con la de las Salesas; y Mesonero Romanos, describiendo el perímetro de la finca del Almirante de Castilla, anota que primero se llamó calle del Escorial. Además de las tapias de la posesión del duque de Medina de Rioseco, ordenó este Almirante en 1683 la construcción y fundación del convento de San Pascual que puso al cuidado de las franciscanas descalzas de Almonacid de Zorita. Répide describe el palacio y jardín del prohombre lleno de estatuas, fuentes, estanques que el identifica con los de un cuadro de pintor flamenco en el que el Almirante y su familia acompañan al rey Carlos II de España, último de la casa de Austria.
Otros edificios y recintos históricos a reseñar en el entorno de esta calle, son el palacio de la Duquesa de Medina de las Torres, en el número 29 y ocupado por el Espacio Miró de la Fundación Mapfre. Asimismo, inaugurado en 1834, tenía acceso por la calle del Almirante el Jardín de las Delicias, herencia del jardín privado «de la casa Retiro del Almirante de Castilla», que constaba de tres niveles delimitados por barandillas de hierro, con una fuente en la plazoleta del nivel central y una huerta en el tercero.
A partir de la década de 1970 varios sastres abrieron una serie de comercios en esta arteria del barrio gay de Madrid. La iniciativa, al parecer partió del modisto Jesús del Pozo que abrió tienda junto a la cestería que tenía su padre en esta calle. Siguieron su ejemplo otros «artistas de la originalidad y el diseño», Ararat, Berlín, y Enrique P., componiendo el letrero publicitario de la calle de la Moda.